# 假性懷孕
假性懷孕是一種臨床或是亞臨床的症狀，指生物在臨床上出現一些懷孕的跡象（例如閉經、孕吐、乳房脹痛，甚至是腹脹），但事實上並非真正懷孕。臨床上，人類以外的動物常出現假性懷孕（特別是狗及老鼠），人類的假性懷孕比較少見，多半是心理因素所造成。一般認為假性懷孕是因為內分泌系統的變化，因此分泌荷爾蒙，使身體出現類似懷孕的變化。有些男性在其配偶懷孕時，也會有類似懷孕的症狀（參照拟娩症），可能是因為會提昇高雌激素，催乳素和皮質醇水平的信息素所造成。

## 症狀
假性懷孕的症狀類似懷孕，兩者不容易區分，其症狀可能包括閉經、孕吐、乳房變柔軟以及體重的增加。甚至許多醫護專業人員也會認為是懷孕，一篇研究發現18%假性懷孕的女性在醫院檢查時被認為已懷孕。
所有假性懷孕的共通特點是當事人認為自己懷孕了。腹部不適是假性懷孕最常見的症狀（60–90%），腹部不適的情形類似懷孕時腹部脹大的情形，因此當事人看起來也像是懷孕了。
第二常見的症狀就是不規則的月經週期（50–90%），也有報導指出婦女會在沒有胚胎的情形下感覺到胎動（50–75%），其他常見的症狀有胃腸道症狀、乳房外形變化或是開始分泌液體、產前陣痛、子宫增大、子官頸的變軟，有1%的女性最後會出現假宮縮。
若一女性診斷為假性懷孕，也表示該女性確實認為自身懷孕。若女性故意認為自身已經懷孕，這稱為模擬妊娠。
假性懷孕的症狀也會出現在有拟娩症的男性身上。

## 成因
假性懷孕的成因有許多不同的說法，不過因為皮層、下丘脑、內分泌系統及心因性疾病的影響，還沒有廣為大家接受的說法。可能的機制包括下丘脑-垂体-肾上腺轴、便秘、體重增加、腸氣運動的影響。

## 流行病學研究
在1940年以後，美國假性懷孕的比例大幅的減少，在1940年代每250個懷孕的女性中就有一個是假性懷孕，在2007年每22,000個懷孕的女性中，有一個到六個是假性懷孕。假性懷孕的平均年齡是33歲，不過有紀錄的最小及最大年齡分別是6歲及79歲。超過2/3假性懷孕的女性是已婚的，超過1/3已懷孕過。
2014年在加拿大有一名婦女假性懷孕，認為有多胞胎。

## 治療
目前還沒有找到明確造成假性懷孕的原因，因此也沒有有關藥物治療的一般性建議。不過有時會針對其症狀進行藥物治療（例如閉經），有些假性懷孕的患者有其他的心理問題，需進行心理治療。同時醫師不要去轻视患者實際的身體症狀，一般最成功的處理方式是用超音波或是其他顯像技術，讓患者知道她其實沒有懷孕。

## 歷史
自古以來就有假性懷孕的例子，希波克拉底在西元前300年記載了12個假性懷孕的婦女，是最早的紀錄。英國女王玛丽一世被懷疑有二次的假性懷孕，但這部份有不少爭議，有些歷史學家認為女王的醫生誤將子宮的纖維瘤誤認為懷孕，有些則認為是葡萄胎、絨毛膜癌或是卵巢癌。
假性懷孕的原文pseudocyesis是由约翰·梅森·古德在1923年所創，由希臘文的pseudes（假）及kyesis（懷孕）合併而成。

## 其他哺乳類的假性懷孕
懷孕相關機制及哺乳是由黄体（已排卵後的卵泡殘留物）所控制的，在懷孕過程中黄体會持續釋放孕酮，調節相關機制。對於大部份的物種，黄体在沒有懷孕時會退化，但有些物種的黄体在未懷孕時仍會存在，因此造成假性懷孕，雌性動物會有類似懷孕的臨床症狀。

### 狗
母狗若在動情週期內沒有受精，或是和不育的公狗發生性行為，會有假性懷孕的情形。大部份的物種需要胚胎的信號（例如IFN-τ）來告知身體已經懷孕，之後黃體也持續存在，身體也會作好養育後代的準備。有些研究認為母狗不論是否懷孕，其孕酮的分泌沒有顯著差異，因此獸醫研究者認為狗可能不需要胚胎的信號讓母體知道自身已懷孕，不論是否懷孕，黃體都會持續存在。因為黃體沒有萎縮，即使沒有懷孕，身體還是會出現類似懷孕的變化。假性懷孕的狗其乳腺會發育，且可能也會哺乳或是築巢。雖然母狗每年只會有一至二個動情週期，但常有假性懷孕的情形。

### 貓
母貓若在動情週期內和不育的公貓發生性行為，會有假性懷孕的情形。貓是誘導排卵，也就是在有性行為，精子進入體內後才會排卵。因為除了性交的機械動作外，母貓的身體無法分辨自身是否懷孕，因此黃體會持續存在，就如同懷孕的情形一様。假性懷孕的母貓其乳房很少會變大，也沒有其他明顯的症狀，也很少需要額外的照顧。因為母貓需和不育的公貓發生性行為才會有假性懷孕，此情形比較少見。

### 老鼠
母老鼠若在動情週期內和不育的公老鼠發生性行為，會有假性懷孕的情形。。老鼠和狗一様是自發排卵，不過若沒有性交，黃體會迅速萎縮，因此此情形下不會出現假性懷孕。若老鼠內和不育的公老鼠發生性行為，黃體繼續存在，但沒有胚胎，因此產生假性懷孕。母老鼠的乳腺會發育、且會有哺乳、築巢等行為。实验鼠常常有假性懷孕的情形，因為為了胚胎移植及代孕，需要引發準備懷孕的相關反應，但在自然界很少見，因為自然界的公老鼠有受精能力，最後都會讓母老鼠受孕。

### 豬
真菌毒素對母豬有害，會使母豬的黃體持續，不會週期性變化，因此造成假性懷孕，同時延長发情期，和不育。對已懷孕的母豬會造成高比例的死產、木乃伊胎及流產等情形。在性行為前攝取真菌毒素會模仿雌二醇17β的作用，特別是Zearonol會和包括雌激素受體的組織結合，這些組織原來和雌激素結合後會產生動情週期。野豬也會受真菌毒素的影響，公猪睾丸會減小30%，這是因為附睾和囊泡帘线的變小所造成，但不影响睾酮的产生。

## 延伸閱讀
- Ramachandran, V.S.; Blakeslee, Sandra. . August 18, 1999: 212–218. ISBN 0-688-17217-2.
- Cohen, L.M. . The American Journal of Psychiatry. September 1982, 139 (9): 1140–1144. ISSN 0002-953X. PMID 7114306.

## 外部連結
- Paulman PM, Sadat A. . J Fam Pract. 1990, 30 (5): 575–6  [2015-06-23]. PMID 2185336. （原始内容存档于2015-09-24）.
- Pseudopregnancy （页面存档备份，存于）
- Canine Pregnancy and Pseudopregnancy
- Evans DL, Seely TJ. . J. Nerv. Ment. Dis. 1984, 172 (1): 37–40. PMID 6537816. doi:10.1097/00005053-198401000-00008.